# Mixtio inversa
Mixtio inversa är en kräftdjursart som först beskrevs av C. B. Wilson 1913.  Mixtio inversa ingår i släktet Mixtio och familjen Lernaeopodidae. Inga underarter finns listade i Catalogue of Life.